# Christian Vicente Noel
Christian Vicente F. Noel (* 17. November 1937 in Asturias; † 26. November 2017) war ein philippinischer Geistlicher und römisch-katholischer Bischof von Talibon.

## Leben
Christian Vicente F. Noel empfing am 19. März 1961 die Priesterweihe.
Papst Johannes Paul II. ernannte ihn am 1. Oktober 1981 zum Weihbischof in Cagayan de Oro und Titularbischof von Thuccabora. Der Erzbischof von Cebu, Julio Kardinal Rosales y Ras, spendete ihn am 30. November desselben Jahres die Bischofsweihe; Mitkonsekratoren waren Patrick H. Cronin SSCME, Erzbischof von Cagayan de Oro, und Teofilo Camomot Bastida, emeritierter Koadjutorerzbischof von Cagayan de Oro. 
Am 6. September 1986 wurde er durch Johannes Paul II. zum ersten Bischof des zu Beginn desselben Jahres errichteten Bistums Talibon ernannt.
Papst Franziskus nahm am 3. Juni 2014 seinen altersbedingten Rücktritt an.